# St. Lambertus (Appeldorn)

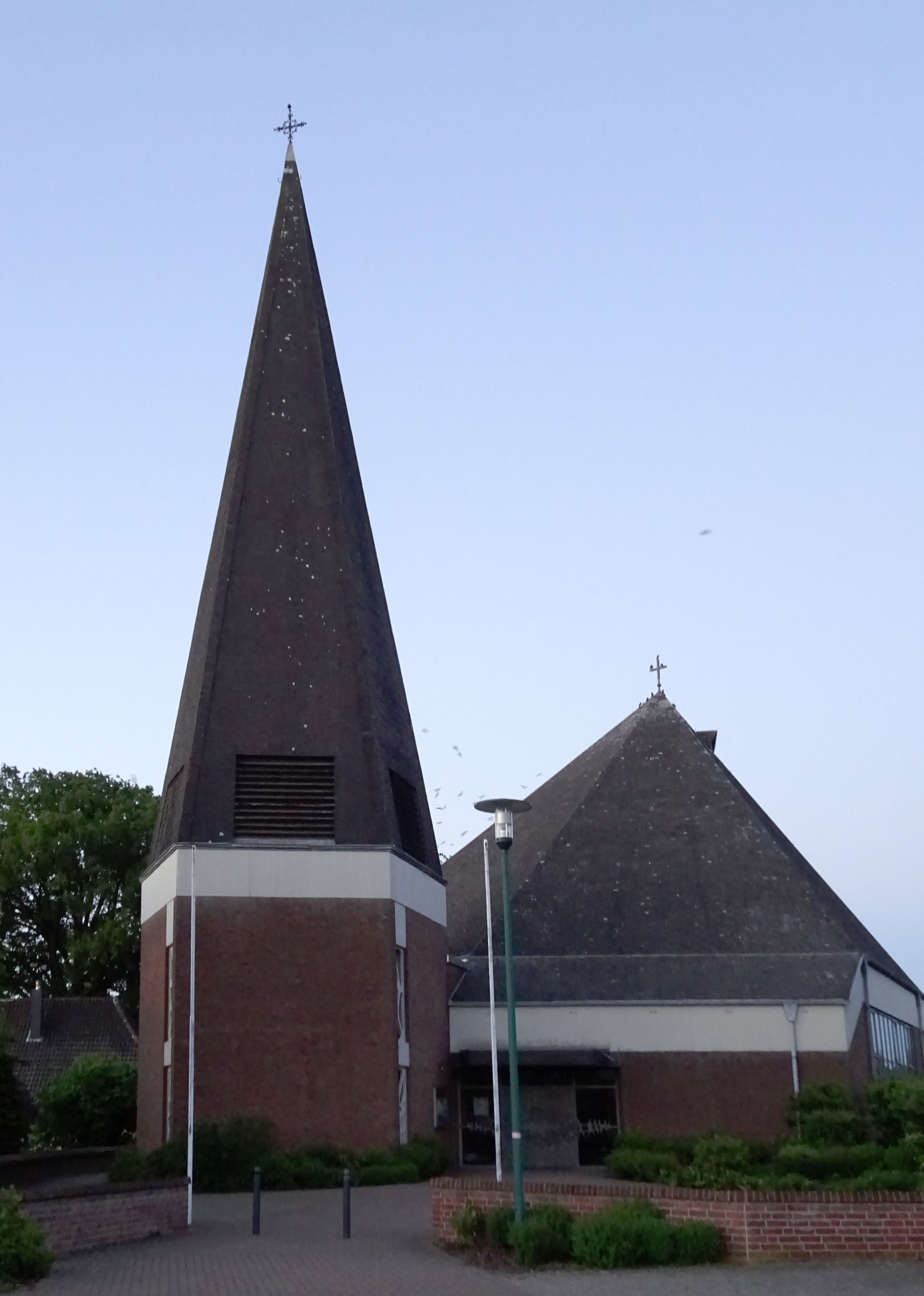
St. Lambertus, Appeldorn

Die katholische Pfarrkirche St. Lambertus ist ein denkmalgeschütztes Kirchengebäude in Appeldorn, einem Ortsteil von Kalkar im Kreis Kleve (Nordrhein-Westfalen).

## Geschichte und Architektur
Die Kirche wurde erstmals im 12. Jahrhundert erwähnt und als Pfarrkirche 1307 urkundlich überliefert. Die Vorgängerkirche war eine dreischiffige Pseudobasilika vom Ende des 15. Jahrhunderts. Sie wurde 1892 um zwei Joche nach Westen erweitert und der Turm wurde neu errichtet. Sie wurde 1945 beim Rückzug der deutschen Truppen gesprengt und bis auf die Umfassungsmauern und den Chor zerstört. 1949 wurde sie als Saalkirche wieder aufgebaut.
Der sechseckige Zentralbau mit einem Zeltdach wurde 1972 unter Erhaltung alter Bausubstanz nach Plänen von H. Balke und B. Kösters fertiggestellt. Von der alten Kirche sind das östliche Langhausjoch, der Chor mit Sakramentsnische und die Piscina, sowie die zweigeschossige Sakristei des späten 19. Jahrhunderts erhalten.

## Ausstattung
- Reste eines Antwerper Schnitzretabels aus der Zeit um 1520 bis 1540
- Bei der Madonna von der Mitte des 15. Jahrhunderts aus dem Umkreis von Arnt Beeldesnider wurde die Fassung entfernt
- Anna selbdritt vom Ende des 15. oder Anfang des 16. Jahrhunderts mit neuer Fassung
- Ein Vesperbild von der ersten Hälfte des 16. Jahrhunderts ohne Fassung

### Orgel
Die Orgel wurde 1981 von dem Orgelbauer Simon (Borgentreich) erbaut. Das Schleifladen-Instrument hat 23 Register auf zwei Manualen und Pedal. Die Spieltrakturen sind mechanisch, die Registertrakturen sind elektrisch.
| I Hauptwerk C–g3 |           |       |
| 1.               | Prinzipal | 8′    |
| 2.               | Rohrflöte | 8′    |
| 3.               | Oktave    | 4′    |
| 4.               | Gedackt   | 4′    |
| 5.               | Quinte    | 2 ⁄3′ |
| 6.               | Waldflöte | 2′    |
| 7.               | Mixtur V  |       |
| 8.               | Trompete  | 8′    |
|                  | Tremulant |       |

| II Schwellwerk C–g3 |             |        |
| 9.                  | Holzgedackt | 8′     |
| 10.                 | Gambe       | 8′     |
| 11.                 | Gemshorn    | 4′     |
| 12.                 | Rohrquinte  | 2 ⁄3′  |
| 13.                 | Prinzipal   | 2′     |
| 14.                 | Terz        | 1 3⁄5′ |
| 15.                 | Quinte      | 1 ⁄3′  |
| 16.                 | Zimbel III  |        |
| 17.                 | Schalmey    | 8′     |
|                     | Tremulant   |        |

| Pedal C–f1 |               |     |
| 18.        | Subbass       | 16′ |
| 19.        | Prinzipalbass | 8′  |
| 20.        | Gedacktbass   | 8′  |
| 21.        | Choralbass    | 4′  |
| 22.        | Nachthorn     | 2′  |
| 23.        | Fagott        | 16′ |

## Bildergalerie

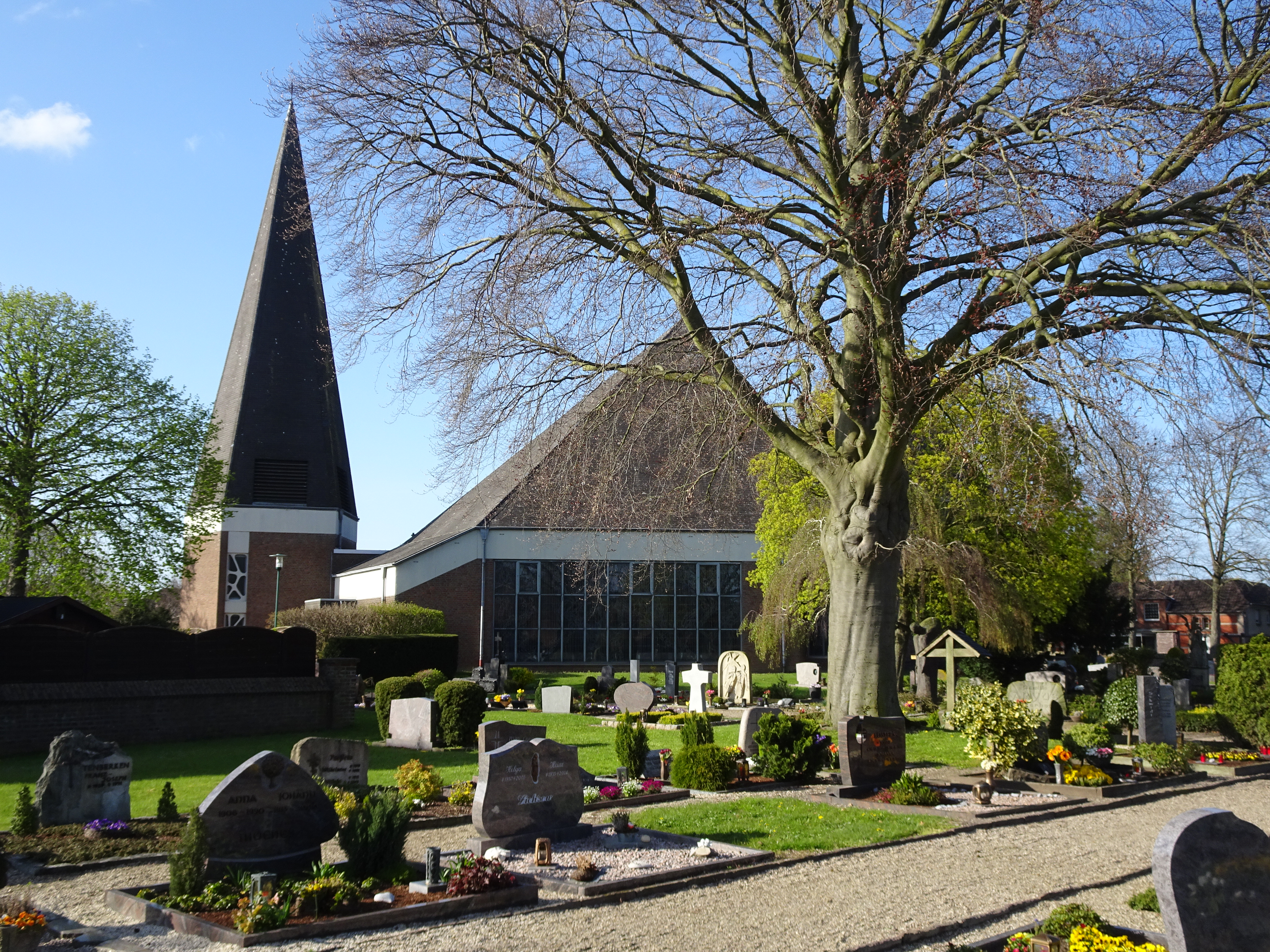
St. Lambertus, Appeldorn
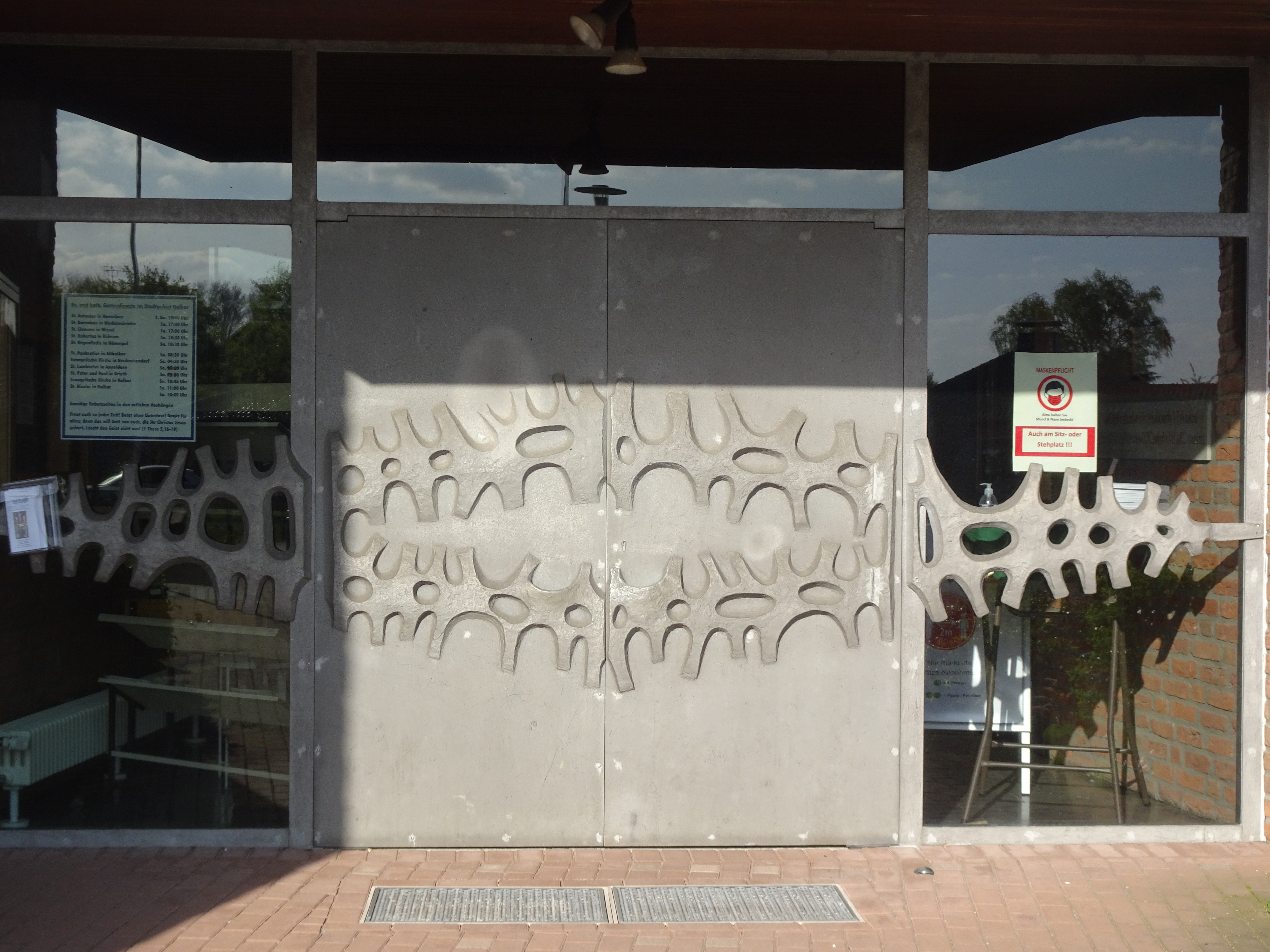
Haupteingang
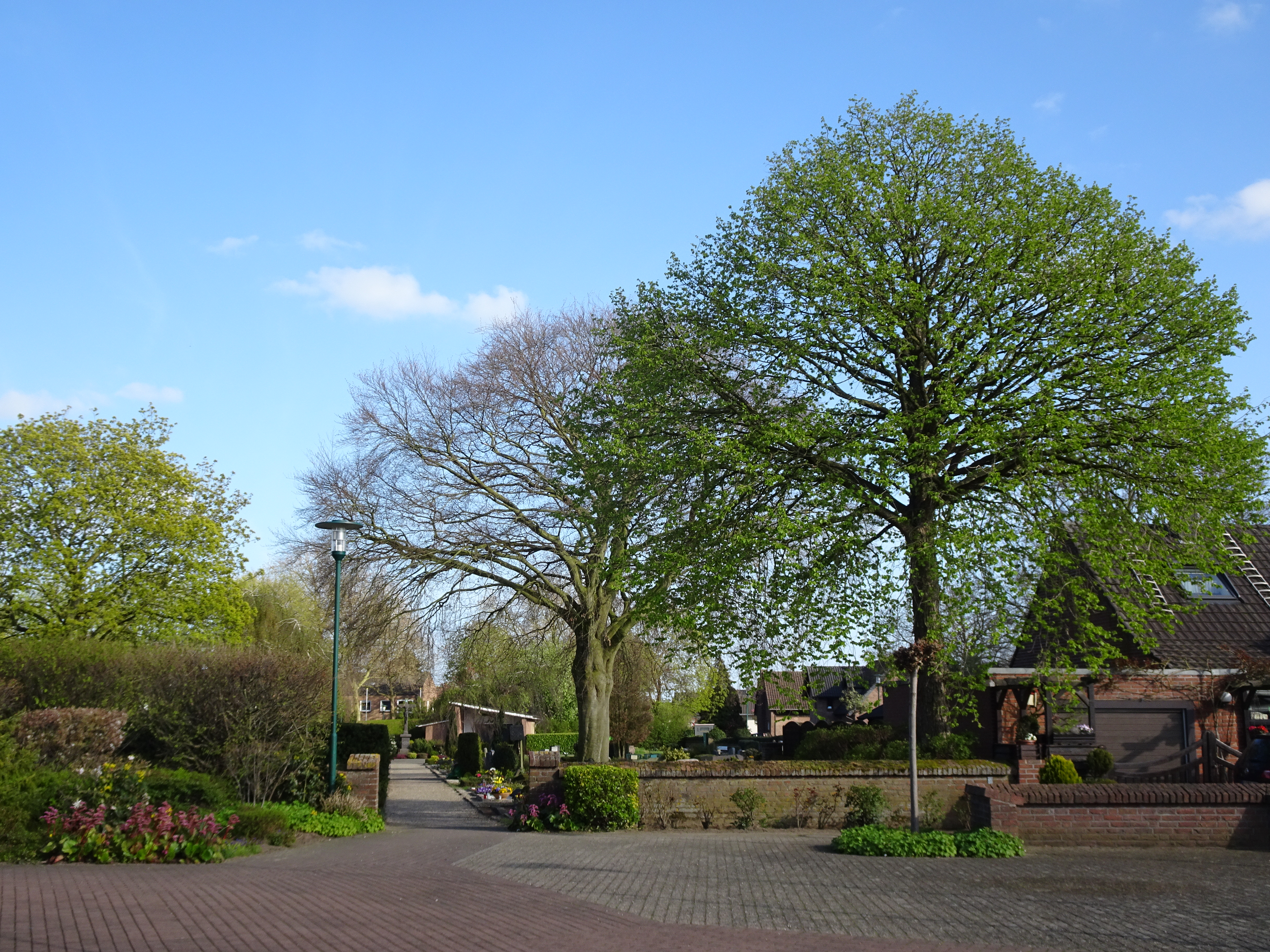
Vorplatz mit Friedhof
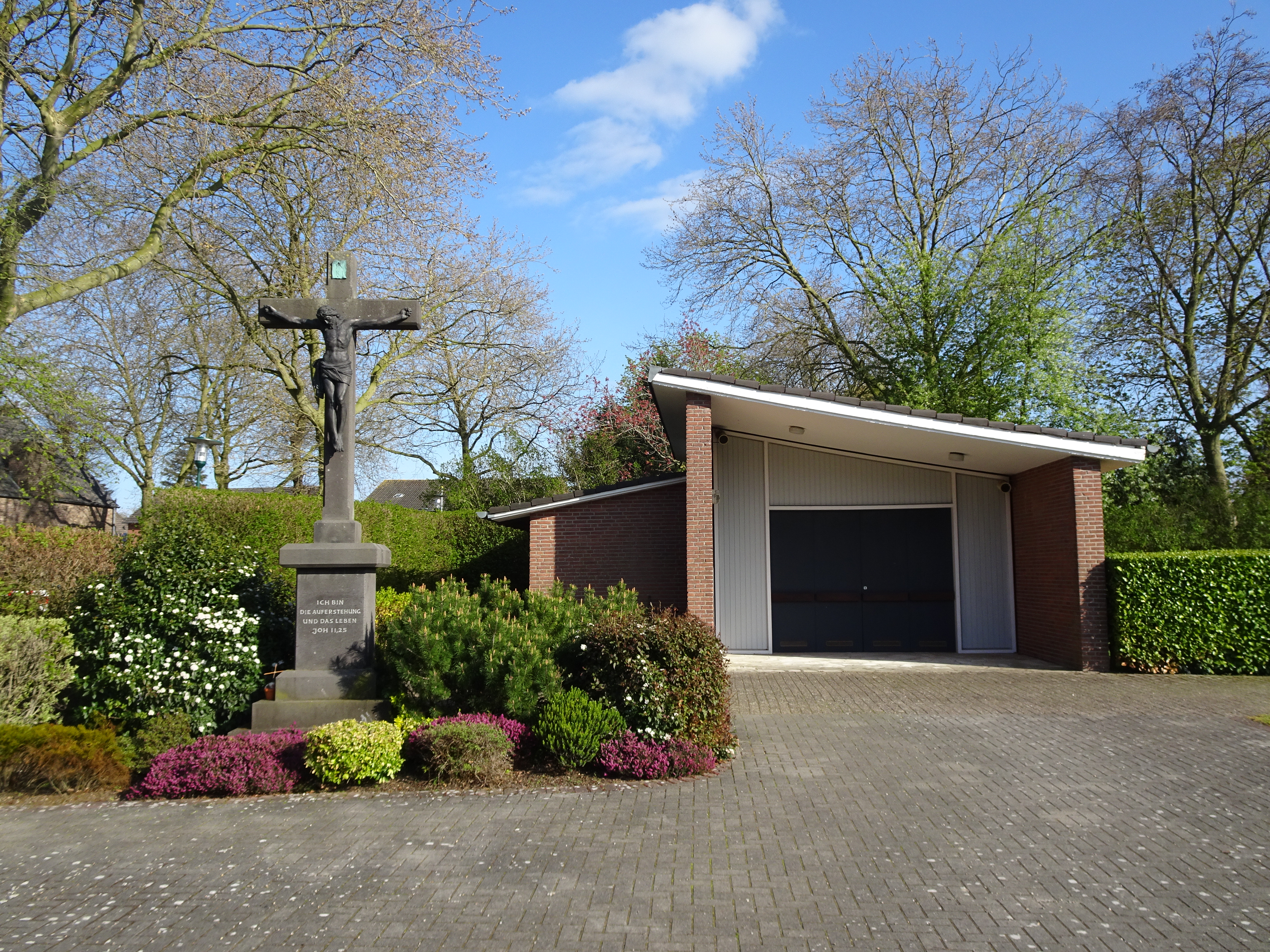
Friedhofskapelle mit Hochkreuz